# Canning Town
Canning Town – część dzielnicy Newham we wschodnim Londynie, położona na obszarze dawnych doków po stronie północnej i nad Tamizą po stronie południowej. Pomimo sąsiedztwa rejonu Docklands, który przechodzi obecnie rewitalizację, Canning Town pozostaje w czołówce najbiedniejszych obszarów Wielkiej Brytanii, borykając się z takimi problemami jak kłopoty zdrowotne mieszkańców, niski poziom edukacji i bieda.

## Historia
Przed wiekiem XIX rejon dzisiejszego Canning Town pokrywały w większości bagna, przez które można było przedostać się tylko łodzią lub mostem – płacąc za przejazd. W roku 1809 postanowieniem rządu zbudowano drogę Barking Road łączącą East India Docks z Barking. Rok później dobudowano pięcioprzęsłowy żelazny most, który przeniósł drogę nad rzekami Lee oraz Bow Creek.
Obszar, pierwotnie znany pod nazwą Hallsville, dostał swoją obecną nazwę prawdopodobnie po pierwszym wicekrólu Indii, lordzie Canningu, który stłumił powstanie Sipajów w tym samym czasie, w którym dzielnica zaczęła się rozwijać. Populacja na obszarze Canning Town wzrosła gwałtownie po zbudowaniu w roku 1846 linii kolejowej North London, która biegła ze Stratford do North Woolwich. Linia została zbudowana w celu przewozu węgla i towarów z doków. Pierwsza stacja pasażerska została nazwana Barking Road. W tym okresie zbudowano też wiele domów dla pracowników przyciągniętych do Canning Town przez nowo otwarte przedsiębiorstwa chemiczne, a także przez hutę Thames oraz cukrownię Tate & Lyle. Otwarcie doku Royal Victoria przyspieszyło rozwój obszaru. Dorywczy charakter pracy oznaczał dla wielu mieszkańców biedę i życie w nędzy, dlatego też jeszcze przed rokiem 1930 rada dzielnicy West Ham rozpoczęła oczyszczanie obszaru ze slumsów. To, a także zniszczenie 85% terenów mieszkalnych w czasie II wojny światowej, doprowadziło do przewagi mieszkań komunalnych, którymi to Canning Town charakteryzuje się do dziś. Pod koniec XIX wieku wskutek nowych połączeń wodnych z Karaibami i Afryką Zachodnią w Canning Town powstała duża społeczność pochodzących z tych rejonów marynarzy.
21 czerwca 1898 roku "Albion", pancernik Marynarki Królewskiej, miał być wodowany tuż obok huty Thames, na rzece Bow Creek. W szkołach dzień ten był dniem wolnym, a na wodowanie przybyły tysiące ludzi. Około 200 osób, chcąc mieć lepszy widok, wspięło się na sąsiednią, ustawioną tymczasowo pochylnię, gdzie budowany był japoński okręt. Wodowanie predrednota wywołało jednak ogromną falę, która zmiotła ludzi z pochylni do wody. Ich wołanie o pomoc zostało zagłuszone okrzykami na cześć księcia i księżnej Yorku. Zginęło 38 osób.

## Rewitalizacja
Canning Town uczestniczy obecnie w projekcie rewitalizacyjnym wartym 1,7 miliarda funtów, który zawiera:
- wyburzenie 1650 mieszkań i budowę 8000 nowych
- stworzenie w centrum dzielnicy otwartego obszaru o powierzchni 500 000 m²
- zapewnienie dostępu do takich miejsc użyteczności publicznej jak biblioteka i centrum zdrowotne
- udoskonalenie systemu edukacji w szkołach podstawowych.

## Sport
Mający swoją siedzibę w okolicach Canning Town klub piłkarski West Ham United F.C. jest następcą dawnego Thames Ironworks F.C.